# Pedicularis variegata
Pedicularis variegata är en snyltrotsväxtart som beskrevs av Hui Lin Li. Pedicularis variegata ingår i släktet spiror, och familjen snyltrotsväxter. Inga underarter finns listade i Catalogue of Life.